# Катар-е Агадж-е Софла
Катар-е Агадж-е Софла (перс. قطاراغاج سفلي) — село в Ірані, у дегестані Сарук, у бахші Сарук, шагрестані Фараган остану Марказі. За даними перепису 2006 року, його населення становило 228 осіб, що проживали у складі 53 сімей.

## Клімат
Середня річна температура становить 11,68 °C, середня максимальна – 31,08 °C, а середня мінімальна – -10,36 °C. Середня річна кількість опадів – 272 мм.
| Клімат поселення                              | Клімат поселення | Клімат поселення | Клімат поселення | Клімат поселення | Клімат поселення | Клімат поселення | Клімат поселення | Клімат поселення | Клімат поселення | Клімат поселення | Клімат поселення | Клімат поселення | Клімат поселення |
| Показник                                      | Січ.             | Лют.             | Бер.             | Квіт.            | Трав.            | Черв.            | Лип.             | Серп.            | Вер.             | Жовт.            | Лист.            | Груд.            |                  |
| Середній максимум, °C                         | 5,99             | 8,27             | 12,75            | 18,52            | 23,60            | 29,19            | 31,08            | 30,75            | 25,86            | 19,63            | 12,77            | 7,14             |                  |
| Середня температура, °C                       | −2,18            | 0,10             | 4,58             | 10,35            | 15,41            | 21,01            | 25,02            | 24,69            | 19,80            | 13,58            | 6,71             | 1,08             |                  |
| Середній мінімум, °C                          | −10,36           | −8,08            | −3,6             | 2,18             | 7,24             | 12,85            | 18,98            | 18,64            | 13,76            | 7,52             | 0,66             | −4,96            |                  |
| Норма опадів, мм                              | 40               | 35               | 48               | 36               | 34               | 6                | 1                | 1                | 0                | 8                | 25               | 38               |                  |
| Середньомісячна швидкість вітру, м/с          | 2.08             | 1.98             | 2.78             | 3.01             | 2.92             | 2.50             | 2.49             | 2.41             | 2.20             | 2.16             | 1.78             | 1.56             |                  |
| Середньомісячна сонячна радіація, кДж/м²·день | 8937             | 12318            | 14806            | 18225            | 22082            | 26917            | 25903            | 24005            | 20985            | 15469            | 10846            | 8864             |                  |
| --------------------------------------------- | ---------------- | ---------------- | ---------------- | ---------------- | ---------------- | ---------------- | ---------------- | ---------------- | ---------------- | ---------------- | ---------------- | ---------------- | ---------------- |
| Джерело:                                      |                  |                  |                  |                  |                  |                  |                  |                  |                  |                  |                  |                  |                  |